# Reimar Hollmann
Reimar Hollmann (* 18. März 1921 in Rotenburg an der Fulda; † 3. August 1986 in Bad Münder) war ein deutscher Journalist und Zeitungsredakteur. Er galt als kritischer Beobachter und Chronist der kulturellen Entwicklung der Landeshauptstadt Hannover nach 1945.

## Leben
Raimar Hollmann durchlebte die Zeit des Nationalsozialismus noch als Kind und Jugendlicher, bevor er nach dem Ende des Zweiten Weltkrieges bereits 1945 in Niedersachsen als Journalist tätig wurde. Über die Zeit, nachdem das hannoversche Opernhaus zuvor während der Luftangriffe auf Hannover durch Brandbomben zerstört worden war und ab 1945 Opern daher beispielsweise mit Rudolf Schock mit simpler Ausstattung und an Ersatzorten wie etwa der Galerie des Gartentheaters im Großen Garten in Herrenhausen, später auch im Ballhof, improvisiert aufgeführt wurden, sagte Hollmann einmal:

„Der Programmzettel dieser Zeit, ein DIN-A5-Blatt, enthält nur die Besetzungsliste, einen Kurzinhalt in Englisch, die Aufforderung, die britische Königshymne stillstehend anzuhören, und die Verbote zu rauchen, während der Vorstellung das Theater zu verlassen und vor Schluss zu applaudieren.“

15 Jahre arbeitete Hollmann unter anderem vor allem für die Hannoverschen Presse und deren Nachfolgerin Neue Presse, wo er für die Themen Theater, Film und Literatur zuständig war.
Zusätzlich wirkte Hollmann im Filmbeirat des Kommunalen Kinos (KoKi), in der hannoverschen Theaterkommission und im Beirat der Freunde des Schauspielhauses.
Rainer Hollmann war Mitverfasser von Veröffentlichungen zur Kriegs- und Nachkriegszeit der Geschichte der Stadt Hannover.

## Schriften (Auswahl)
Neben zahlreichen kleineren Beiträgen in Sammelpublikationen war Hollmann Mitverfasser in
- Raimar Hollmann et al.: Hannover. Porträt einer Stadt, Text in deutscher, englischer und französischer Sprache, unter Berücksichtigung auch des Musiklebens, Kunstverlag Bühn, München 1983; Inhaltsverzeichnis
- Thomas Grabe, Raimar Hollmann et al.: Unter der Wolke des Todes leben ... Hannover im 2. Weltkrieg, Kabel, Hamburg 1983, ISBN 3-921909-17-1; Inhaltsverzeichnis
- Thomas Grabe, Reimar Hollmann, Klaus Mlynek: Wege aus dem Chaos. Hannover 1945 – 1949, unter Berücksichtigung auch der musikalischen Neuentwicklung, Kabel, Hamburg [o. D., 1985], ISBN 3-8225-0005-4; Inhaltsverzeichnis